# Província de Yamparáez

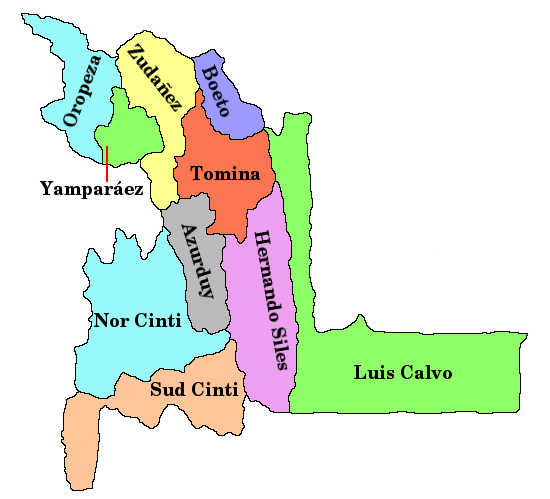
Les províncies del Departament de Chuquisaca

La província de Yamparáez és una de les 10 províncies del Departament de Chuquisaca a Bolívia. La seva capital és Tarabuco.